# Heide corindiensis
Heide corindiensis är en insektsart som beskrevs av Kenneth Hedley Lewis Key 1976. Heide corindiensis ingår i släktet Heide och familjen Morabidae. Inga underarter finns listade i Catalogue of Life.